# Amerikai animáció a némafilmkorszakban
Az amerikai animációs filmek története 1906-ra nyúlik vissza, mikor a Vitagraph forgalmazni kezdte a Humorous Phases of Funny Faces című rajzfilmet. A korai animációs filmek még kezdetlegesek voltak, de fejlődésük az 1914-es Gertie the Dinosaurral, és az 1919-es Koko the Clownnal hamar megindult.
Az első filmekre erősen hatott a képregény médiuma, s nem ritkán különleges, mágikus eseményeket dolgoztak fel. Később a filmhíradókkal együtt vetítették őket. A korai rajzfilmek, mint élőszereplős társaik olyan zenei kísérettel kerültek bemutatásra, amit a mozi saját orgonistája, vagy akár nagyzenekara játszott a film mellé.

## A némafilmkorszakban készült animációs filmek
- James Stuart Blackton: Humorous Phases of Funny Faces (1906) Az első amerikai rajzfilm.[1]
- Winsor McCay: Gertie the Dinosaur, 1914
- Winsor McCay: The Sinking of the Lusitania (1918)
- Winsor McCay: Dreams of the Rarebit Fiend (1921)
- John Randolph Bray aki később McCay technikai innovátora lett
- Willis O'Brien, The Dinosaur and the Missing Link (1915)
- Willis O'Brien: The Lost World (1925) (stop-motion animáció)
- Otto Messmer:  Felix a macska (1919) Az első rajzfilmsztár
- Max Fleischer: Koko the Clown (1919) A rotoszkóp-technika születése
- Paul Terry: Aesop's Film Fables sorozat (1921-1929)
- A Van Beuren Studios, ami Paul Terry filmjeit forgalmazta, mielőtt megalapította volna saját stúdióját 1929-ben
- Walt Disney első filmjei: Laugh-o-Grams, Alice Comedies , Oswald the Lucky Rabbit és Mickey Egér
- Más fontos sorozatok: Heeza Liar, Mutt and Jeff, Krazy Kat, Bobby Bumps
- Egyéb fontos stúdiók: Barré Studio, Bray Productions, Barré-Bowers Studio, International Film Service
- Fontos forgalmazók: Margaret J. Winkler, Charles Mintz, Educational Pictures, Red Seal Pictures, Bijou Films.
- Charles Bowers humorista és animátor sok bizarr filmet készített a húszas években stop motion animációval. A legtöbbjük elveszett, csak néhány alkotása maradt fenn.

## Fordítás
Ez a szócikk részben vagy egészben  az   Animation in the United States during the silent era című angol Wikipédia-szócikk fordításán alapul.  Az eredeti cikk szerkesztőit annak laptörténete sorolja fel. Ez a jelzés csupán a megfogalmazás eredetét és a szerzői jogokat jelzi, nem szolgál a cikkben szereplő információk forrásmegjelöléseként.

## Link
- The Library of Congress: Origins of American Animation